# 平倭冢记碑
平倭冢记碑，位于江苏省南通市海安县西场，是中华人民共和国江苏省文物保护单位之一。
1982年3月25日，列為江苏省文物保护单位，包含一座石刻及其他部件。

## 簡述
平倭冢记碑，記述明朝嘉靖38年夏天，兵備副使劉景韶平定倭亂。